# 장고개로 (부산)
장고개로(Janggogae-ro)는 부산광역시 남구 문현동에서 우암동까지 이르는 부산광역시도로, 총 연장은 1.191 km이다. 도로의 명칭이 유래된 것은 마을 사람들이 장을 보러 삼삼오오 떼를 지어 고개를 넘었다고 하여 장고개라고 명명되었다.

## 역사
- 2009년 12월 24일 : 도로명으로 장고개로를 고시

## 주요 경유지
- 남구
  - 문현4동 - 우암동

## 접촉하는 도로
- 지게골로
- 솔밭로
- 동항로
- 우암양달로
- 우암로

## 주요 건물 및 시설
- 가마솥돼지국밥 (장고개로 2/우암동 181-434)
- 우암아파트 (장고개로 6-4/우암동 181-446)
- 성은이불 (장고개로 27/우암동 189-371)
- 옛날만두 (장고개로 34/우암동 199-105)
- 옛날칼국수 (장고개로 39/우암동 203-4)
- 성일페인트 (장고개로 55/우암동 213-1)
- 상경전원맨션 (장고개로 62/우암동 216)
- 샘피부관리 (장고개로 63/문현동 1072-4)
- 스타슈퍼 (장고개로 64/문현동 1059-30)
- 사공횟집 (장고개로 65/문현동 1071-6)
- 문수쌉밥뷔페 (장고개로 66/문현동 1059-25)
- 대양커튼 (장고개로 67/문현동 1071-2)
- 은방울미용실 (장고개로 69/문현동 1066-4)
- 샘종합화장품 (장고개로 70/문현동 1065-11)
- 삼수떡방앗간 (장고개로 71/문현동 1066-11)
- 황혜진미술학원 (장고개로 73/문현동 1066-1)
- 천수탕 (장고개로 74/문현동 1065-8)
- 산수미용실 (장고개로 75/문현동 1012-12)
- 린나이보일러 (장고개로 77/문현동 1013-3)
- 금호주택 (장고개로 78/문현동 1016-7)
- 주민복합센터 (장고개로 79/문현동 1012-3)
- 무지개미술학원 (장고개로 81/문현동 1008-15)
- 에이스숯불치킨 (장고개로 89/문현동 1007-5)
- 부산우유 (장고개로 91/문현동 1006-11)
- 청우물산 (장고개로 92/문현동 936-4)
- 금정슈퍼 (장고개로 93/문현동 943-13)
- 물레수산 (장고개로 98/문현동 938-5)
- 지성쌀유통 (장고개로 102/문현동 940-18)
- 동화장식 (장고개로 103/문현동 917-11)
- 한진택배 (장고개로 104/문현동 940-4)
- 세영맨션 (장고개로 108/문현동 351-7)
- 세영미용실 (장고개로 109/문현동 873-1)